# Novo Selo (Sofia)
Novo Selo (Bulgaars: Ново село, "nieuw dorp") is een dorp in het westen van Bulgarije. Het dorp is gelegen in de gemeente Samokov in de oblast Sofia. Het dorp ligt 42 km ten zuidoosten van de hoofdstad Sofia.

## Bevolking
In de eerste volkstelling van 1934 registreerde het dorp 509 inwoners. In 1946 bereikte het inwonersaantal een hoogtepunt met 535 inwoners. Sindsdien loopt het inwonersaantal in een rap tempo terug. Op 31 december 2019 telde het dorp 75 inwoners.
Van de 100 inwoners reageerden er 99 op de optionele volkstelling van 2011. Alle 99 respondenten identificeerden zichzelf als etnische Bulgaren (100%).
Van de 100 inwoners in februari 2011 werden geteld, waren er 4 jonger dan 15 jaar oud (4%), gevolgd door 45 personen tussen de 15-64 jaar oud (45%) en 51 personen van 65 jaar of ouder (51%).

## Afbeeldingen

Afbeeldingen van Novo Selo
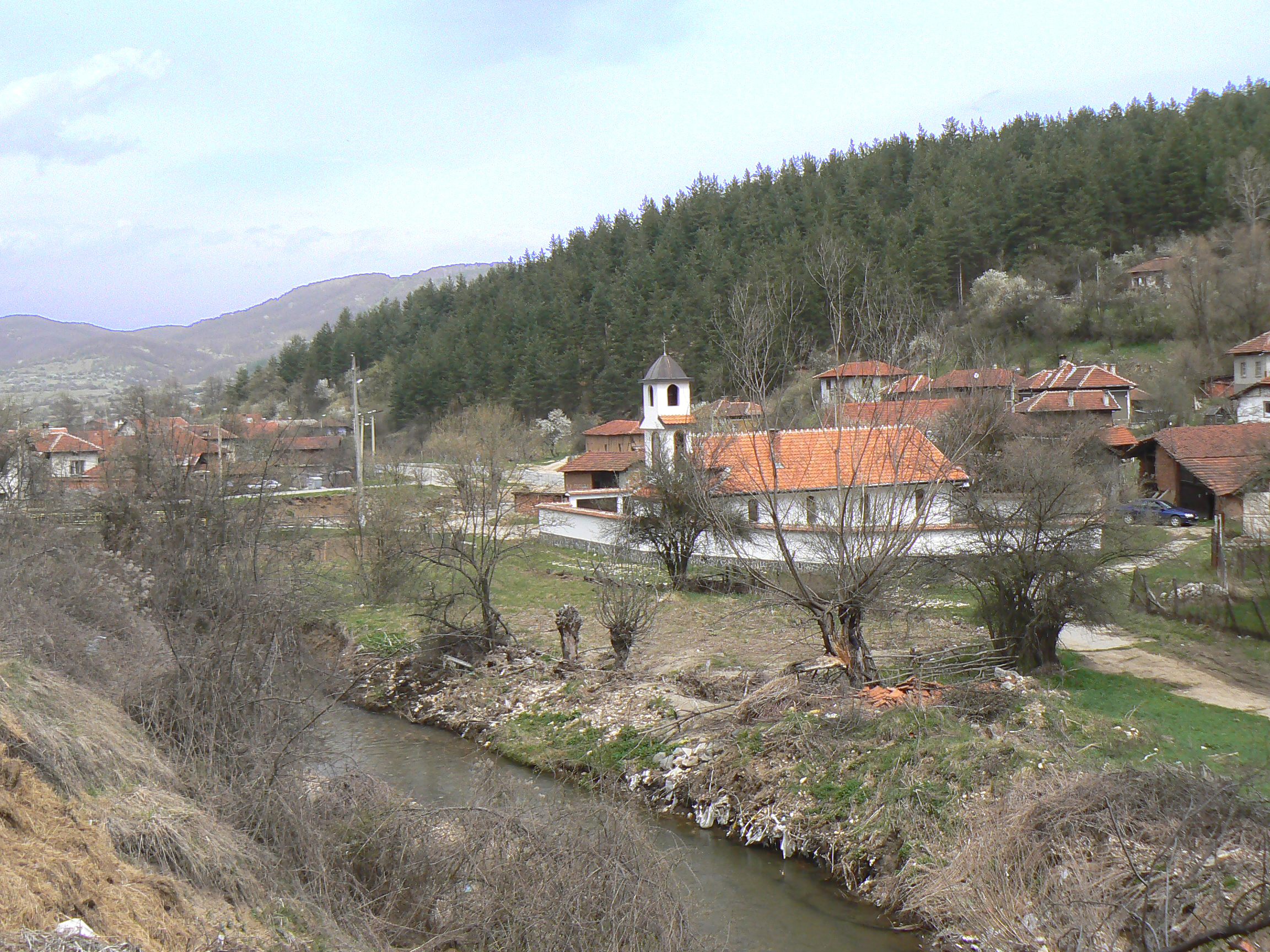
Uitzicht op het dorp en de kerk
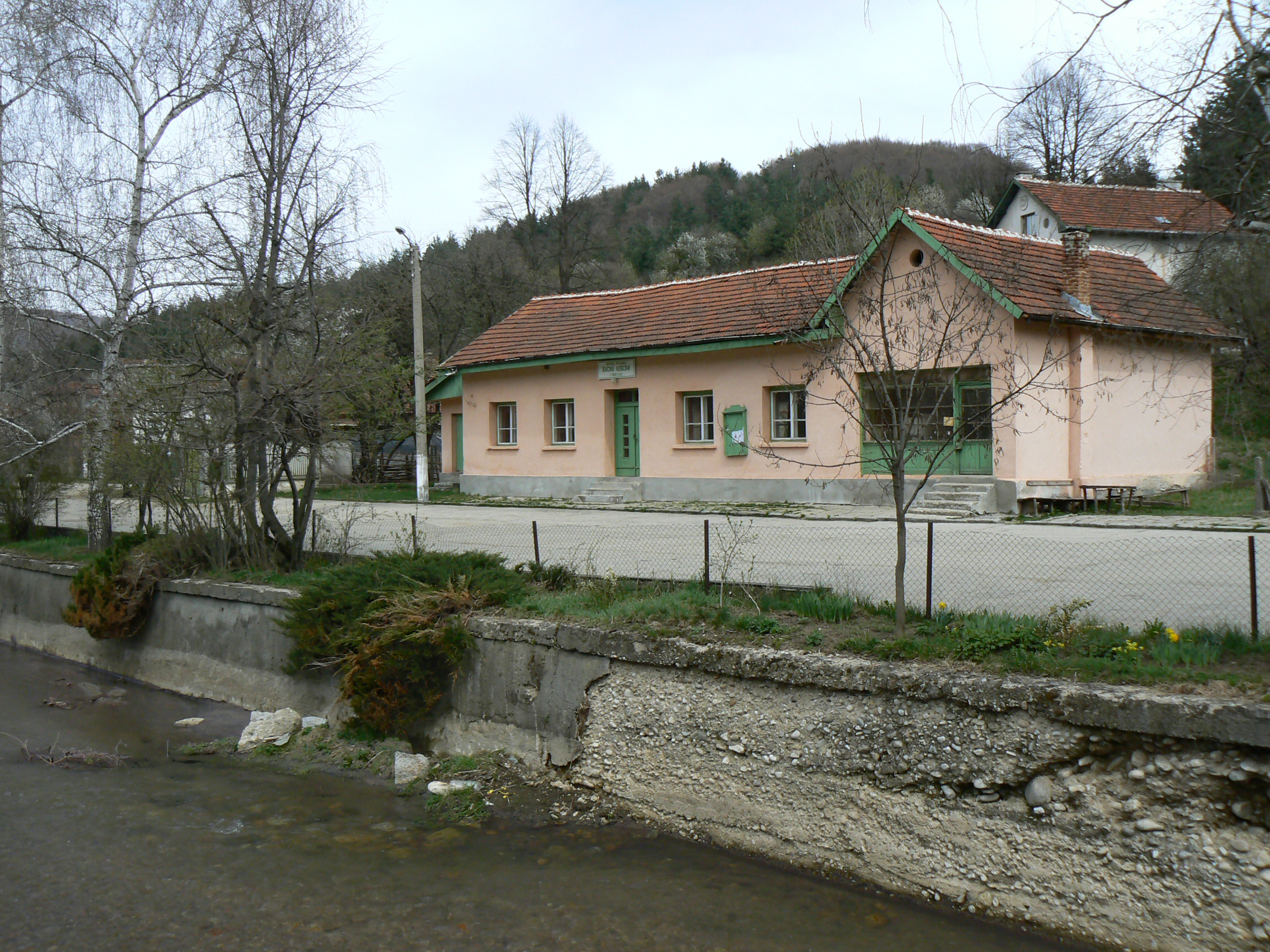
Het gemeenschapscentrum

Alino · Beltsjin · Beltsjinski Bani · Beli Iskar · Dolni Okol · Dospej · Dragoesjinovo · Goetsal · Gorni Okol · Govedartsi · Jarebkovitsa · Jarlovo · Klisoera · Kovatsjevtsi · Lisets · Madzjare · Mala Tsarkva · Maritsa · Novo Selo · Popovjane · Prodanovtsi · Radoeil · Rajovo · Relovo · Sjipotsjane · Sjiroki Dol · Samokov · Zlokoetsjene